# A sötét lovag
A sötét lovag (The Dark Knight) egy 2008-as amerikai–brit szuperhősfilm, amelynek társírója és rendezője Christopher Nolan. A DC Comics képregénykiadó Batman szereplőjén alapuló film a Batman: Kezdődik! (2005) folytatása. A címszerepet ismét Christian Bale alakítja. A filmben Batman megoldandó nehézségei közé tartozik küzdelme a törvényes rend fő ellenségévé előlépett Jokerrel (Heath Ledger), amiben szövetségesei James Gordon rendőrfőkapitány (Gary Oldman) és az újonnan megválasztott kerületi ügyész, Harvey Dent (Aaron Eckhart).
Christopher Nolannek a filmről alkotott koncepcióját Joker képregénybeli első két megjelenése és a Batman: The Long Halloween (’Batman: Hosszú Halloween’) képregénysorozat inspirálta. A sötét lovag nagy részét Chicagóban forgatták, de alkalmaztak más, az Amerikai Egyesült Államokban, az Egyesült Királyságban és Hongkongban található helyszíneket is. A rendező IMAX kamerát használt a film hat akciójelenetének felvételéhez, köztük Joker első megjelenéséhez. A „denevérjelmezt” áttervezték, ami az új maszknak köszönhetően lehetővé tette Bale számára, hogy ezúttal szabadon mozgathassa a fejét. Az előző filmben bemutatott Batmobil mellett feltűnik a Batpod, ami egy felfegyverzett motorkerékpárhoz hasonlít.
A Warner Bros. stúdió A sötét lovag promotálására agresszív vírusmarketing-kampányt indított el már jóval a bemutatót megelőzően. Ennek részeként a film világához kapcsolódó promóciós weboldalakat fejlesztettek, amelyek főleg a Heath Ledger Jokerét bemutató előzetesek és képek köré épültek. Ledger 2008-ban bekövetkezett halála után azonban a stúdió módosított a kampány fókuszán.
A filmet 2008. július 16-án mutatták be Ausztráliában és július 18-án Észak-Amerikában. A produkció a hagyományos vetítésekkel egy időben debütált IMAX mozikban is. Magyarországon a forgalmazó InterCom 2008. augusztus 7-ére tűzte ki a bemutató dátumát, azonban itthon nem került sor IMAX-vetítésekre.
Heath Ledgert alakításáért a legjobb férfi mellékszereplőnek járó posztumusz Golden Globe-díjjal jutalmazták, valamint ugyanezen kategóriában az Oscar-díjat is megkapta. A film további hét Oscar-díj jelölést kapott.

## Történet
Bruce Wayne sikeresen megmentette Gothamet Ra's al Ghul vegyi támadásától. Ám ezért nagy árat fizetett: családi kastélya leégett, apja metróhálózatának egy része romba dőlt. A tetemes újjáépítési költségek miatt egy belvárosi lakásba költözik. Azóta Batman és Gordon rendőrfőnök folyamatosan számolja fel a szétforgácsolt alvilágot. Hamarosan új segítőre lelnek az új kerületi ügyész, Harvey Dent személyében, aki jó barátságba kerül Wayne-nel.
Egy év múltán Bruce-nak már van gazdasági ereje ahhoz, hogy alteregója fegyvertárát kibővítse: a Batmobil-tankkocsi mellé a Batpod-motort, valamint egy új páncélzatot szerez be. Szüksége is lesz rá, mert hírét veszi, hogy Falcone megmaradt embereit egy új ellenség fogja össze. A szociopata férfi Jokernek nevezi magát, és életcélja Batman erkölcsi és fizikai elpusztítása, hogy övé legyen a város irányítása.
Batman tehát társaival közösen szembeszáll az anarchista Jokerrel és bandájával. Idővel azonban ráébred, hogy az igazi veszedelem még nem mutatta meg az arcát.

## Szereplők
| Szereplő                         | Színész                   | Magyar hang           |
| -------------------------------- | ------------------------- | --------------------- |
| Batman/Bruce Wayne               | Christian Bale            | Fekete Ernő           |
| Alfred                           | Michael Caine             | Fülöp Zsigmond        |
| Joker                            | Heath Ledger              | Stohl András          |
| Rachel Dawes                     | Maggie Gyllenhaal         | Németh Borbála        |
| Jim Gordon                       | Gary Oldman               | Epres Attila          |
| Harvey Dent                      | Aaron Eckhart             | Széles László         |
| Salvatore Maroni                 | Eric Roberts              | Kőszegi Ákos          |
| Lucius Fox                       | Morgan Freeman            | Reviczky Gábor        |
| Lau                              | Chin Han                  | Zámbori Soma          |
| Anna Ramirez nyomozó             | Monique Cornen            | Pap Katalin           |
| Csecsenföldi ember               | Ritchie Coster            | Háda János            |
| Anthony Garcia polgármester      | Nestor Carbonell          | Király Attila         |
| Gambol                           | Michael Jai White         | Zöld Csaba            |
| Mike Engel                       | Anthony Michael Hall      | Juhász György         |
| Stephens nyomozó                 | Keith Szarabajka          | Besenczi Árpád        |
| Gillian B. Loeb rendőrfőkapitány | Colin McFarlane           | Jakab Csaba           |
| Wuertz nyomozó                   | Ron Dean                  | Orosz István          |
| Barbara Gordon                   | Melinda McGraw            | Ősi Ildikó            |
| Coleman Reese                    | Joshua Harto              | Kossuth Gábor         |
| Surillo bírónő                   | Nyida Rodriguez Terracina | Andresz Kati          |
| Madárijesztő                     | Cillian Murphy            | Gubányi György István |
| Gambol testőre                   | Charles Venn              | Gubányi György István |
| Gambol testőre                   | Winston Ellis             | Papucsek Vilmos       |
| Börtön komp kalaúz               | Andrew Bicknell           | Papucsek Vilmos       |
| Grumpy                           | Danny Goldring            | Holl Nándor           |
| Al Rossi                         | Michael Vieau             | Kapácsy Miklós        |
| Brian                            | Andy Luther               | Kapácsy Miklós        |
| Bank igazgató                    | William Fichtner          | Kálid Artúr           |
| Dopey                            | Michael Stoyanov          | Breyer Zoltán         |
| Natascha                         | Beatrice Rosen            | Németh Kriszta        |
| Tetovált rab                     | Tommy Lister              | Vass Gábor            |
| Evans, Lau ügyvédje              | William Armstrong         | Csuha Lajos           |
| Happy                            | William Smillie           | Szabó Máté            |
| Thomas Schiff                    | David Dastmalchian        | Renácz Zoltán         |
| Berg rendőrtiszt                 | Matt Shallenberger        | Pálmai Szabolcs       |
| Chuckles                         | Matthew O'Neill           | Barabás Kiss Zoltán   |
| Murphy                           | Philip Bulcock            | Koncz István          |

Christian Bale mint Bruce Wayne / Batman: A milliárdos, aki annak szenteli életét, hogy megvédje Gotham City-t az alvilágtól. Bale magabiztosan vállalta el újra a szerepet, mivel a Batman: Kezdődik!-ben nyújtott alakítására pozitív visszajelzések érkeztek. Elsajátította a keysi harctechnikát és a filmben a kaszkadőrfeladatok nagy részét ő maga hajtja végre. Ezúttal nem fejlesztett annyi izomzatot, mivel a film története szerint olyan jelmezt készít magának, ami a nagyobb mozgékonyságot segíti elő.
A színész úgy írta le Batman fő dilemmáját, miszerint „[a küldetése] valami olyasmi, aminek sosincs vége. Abbahagyhatja és lehet normális élete? Az a fajta mániákus intenzitás, amivel életben kell tartania azt a haragot, amit gyermekként érzett, egy idő után nagy erőfeszítésbe kerül, hogy így folytassa. Egyszer eljön a pont, amikor ki kell űznöd magadból a démonjaidat.” Hozzátette, hogy „Ezúttal nem csak egy elveszett fiatalembert látunk, aki megpróbál válaszokat találni a kérdéseire, hanem valakit, akinek valódi hatalma van, aki viseli ennek súlyát és meg kell értenie a különbséget a hatalom megszerzése és annak viselése között.” Bale úgy érezte, Batman személyisége az első filmben elég részletesen lett bemutatva ahhoz, hogy ne állhasson fenn annak a veszélye, hogy a szereplőt háttérbe szorítják annak ellenfelei. Erről azt nyilatkozta: „Az nem gond, ha mással kell versengenem. Ez a filmet csak jobbá teszi.”
Heath Ledger mint Joker: Heath Ledger úgy írta le Jokert, mint egy „pszichopata, tömeggyilkos, szkizofrén bohóc, akinek semennyi empátiája sincsen.” Nolan szeretett volna Ledgerrel dolgozni több korábbi produkciójában is, de nem volt rá módja. Miután Ledger látta a Batman: Kezdődik!-et, kitalált egy módot, amivel a szereplő hihető lehet a film által felvázolt világon belül, Nolan pedig egyetértett a színész anarchikus megközelítésével. Hogy felkészüljön a szerepre, Ledger egy hónapra bezárkózott egy hotelszobába, ahol kidolgozta a szereplő testtartását, hangját és pszichológiáját, és egy naplót vezetett, amiben feljegyezte Joker gondolatait és érzéseit, hogy segítse a szerep eljátszása közben. Habár először nehéznek találta, Ledgernek végül sikerült olyan orgánumot létrehoznia, amely nem hasonlít Jack Nicholson Tim Burton 1989-es Batmanjében nyújtott alakítására. Megkapta a Batman: A gyilkos tréfa és a Batman: Arkham Elmegyógyintézet című képregényeket, hogy elolvashassa, amit „tényleg megpróbált(am) elolvasni [..] és letenni.” Ledgert más is inspirálta, mint például a Mechanikus narancs című film és Sid Vicious, amik „egy nagyon kezdeti kiindulópontot jelentettek számomra és Christian [Bale] számára. De hamar messze kerültünk ettől, egy teljesen másik irányba haladva.” "Mindenből van benne egy kicsi. Nincs benne semmi, ami állandó.”, nyilatkozta Ledger, hozzátéve, hogy "Tartogat még meglepetéseket." Mielőtt 2006-ban megerősítést nyert, hogy Ledger játssza majd Jokert, Paul Bettany, Lachy Hulme, Adrien Brody, Steve Carell és Robin Williams is érdeklődését fejezte ki a szerep iránt.
Ledger 2008. január 22-én váratlanul életét vesztette, miután már befejezte A sötét lovag forgatását, ami intenzív médiafigyelmet generált és megemlékezések sorát indította el. „Hihetetlenül nehéz volt, hogy rögtön a halála után vissza kellett térnem a filmhez és minden nap őt látnom,” emlékezett vissza Nolan. „De az igazság az, hogy nagyon szerencsésnek érzem magam, hogy létrehozhatok valamit egy alakításból, amire ő nagyon-nagyon büszke volt, és rám bízta, hogy befejezzem vele a filmet.” Ledger mindegyik jelenete úgy jelenik meg a filmben, ahogyan azokat felvették; a vágás során Nolan sehol sem használt vizuális effekteket, hogy utólag változtasson Ledger alakításán. Nolan a filmet Ledger emlékének ajánlotta, a technikus Conway Wickliffe mellett, aki akkor vesztette életét, amikor a film egyik autós kaszkadőrmutatványára készült fel.
Aaron Eckhart mint Harvey Dent / Kétarc: A gothami kerületi ügyész, akit Gotham „Fehér lovagjaként” ünnepelnek; Dent küzdelme Jokerrel odáig vezet, hogy Dent átalakul az eltorzult, önbíráskodó, gyilkos „Kétarccá”. Wayne utódjaként tekint Dentre a bűn elleni küzdelemben, mivel nem akarja elfogadni, hogy küldetése élete végéig tarthat, ami csak fokozza Dent rossz útra térésének tragédiáját. Miközben Kétarc a képregényekben egy elvetemült gonosztevő, Nolan egy rossz útra tért bűnüldözőként akarta ábrázolni, így hangsúlyozva ki azt, hogy mennyire hasonlít Batmanhez. Eckhart, aki már játszott korrupt férfiakat olyan filmekben, mint a Fekete Dália, Thank You for Smoking és a Férfitársaságban, úgy látja: „Hű marad magához. Ő egy bűnüldöző, nem öl ártatlanokat. Nem egy gazember, nem teljesen.”, ugyanakkor elismeri: „Érdekelnek az olyan szerepek, ahol a jófiúkból rossz lesz.” Nolan és David S. Goyer eredetileg azon gondolkodtak, hogy Dent már a Batman: Kezdődik!-ben feltűnjön, de ehelyett egy új figurával, Rachel Dawesszal helyettesítették, mikor rájöttek, hogy őt „nem lehetett volna jól kifejteni a filmben.” Mielőtt Eckhart 2007 februárjában csatlakozott a szereplőgárdához, Liev Schreiber, Josh Lucas és Ryan Phillippe is érdeklődését fejezte ki a szerep iránt. Nolan Eckhartot választotta, akit már a Mementó főszerepére is számításba vett. Szerinte különleges képességű színész, van egy „olyan jellegű, csiszolt amerikai hős” megjelenése, mint amilyet Robert Redford sugároz, és van egy mögöttes „éle”.
Gary Oldman mint James Gordon: A gothami rendőrség (Gotham City PD) hadnagya, azon kevés rendőrök egyike, aki nem korrupt. Nem hivatalos, laza szövetséget alakít ki Batmannel és Denttel. Miután Loeb rendőrfönököt meggyilkolják, Garcia polgármester Gordonra bízza a posztot. Oldman úgy látja a szereplőt, mint aki „korrumpálhatatlan, erkölcsös, erős, hősies, de visszafogott”. Nolan elmondta, hogy „a The Long Halloweenben (Hosszú Halloween) nagyszerű háromszög alakul ki Harvey Dent, Gordon és Batman között, és ebből mi nagyon sokat merítettünk.”
Oldman hozzáteszi, hogy „Gordonra sok-sok adminisztráció vár a végén, de [Batman] most már tényleg a sötét lovaggá válik, a kívülállóvá. Kíváncsian várom: Ha lesz egy harmadik rész, ő mit fog tenni?” Egy új folytatás lehetőségéről azt nyilatkozta, hogy „a szerephez való visszatérés nem függene attól, hogy a korábbinál kisebb vagy nagyobb-e a szerep.”
Maggie Gyllenhaal mint Rachel Dawes: A gothami helyettes kerületi ügyész és Bruce Wayne gyerekkori barátja, azon kevesek közé tartozik, akik ismerik Batman kilétét. Gyllenhaal Katie Holmes-tól vette át a szerepet, aki azt a Batman: Kezdődik!-ben játszotta. 2005 augusztusában Holmes még újra elvállalta volna a szerepet, de 2007 januárjában visszalépett, időbeosztási nehézségekre hivatkozva. 2007 márciusára Gyllenhaal már véglegesítésre került a szerepben. Gyllenhaal kezdetben úgy látta, hogy az általa alakított szereplő valamennyire „a veszélyben lévő nő” kliséje, de Nolan megoldást keresett rá, hogy új tulajdonságokkal ruházza fel, minthogy „Rachel nagyon tisztában van vele, számára mi a fontos és nem hajlandó változtatni az elvein, ami egy érdekes váltás”, azokhoz a figurákhoz képest, akiket korábban formált meg.
Michael Caine mint Alfred Pennyworth: Bruce Wayne hű inasa és pártfogója, tanácsadója, aki Wayne lakását és Batman felszereléseit gondozza.
Morgan Freeman mint Lucius Fox: A Wayne Művek nemrég kinevezett vezérigazgatója, aki ezúttal már teljesen tisztában van munkaadója kettős életével, így üzleti feladatai mellett Wayne felszerelésének közvetlen ellátójává válik. Fox tervezi át a „denevérjelmezt”, hogy könnyebbé váljon benne a mozgás.
A mellékszereplők között találhatók:
- Eric Roberts mint Salvatore "Sal" Maroni: A gengszter, aki átvette Carmine Falcone bűnszervezetének irányítását. Szövetkezik Jokerrel, amíg rájön, hogy valójában mennyire veszélyes is ő. A szerepre a hírek szerint Bob Hoskins és James Gandolfini is meghallgatást kért.[40]
- Chin Han mint Lau: Egy kínai üzletember, aki Sal Maronival és több más gengszterrel dolgozik össze, a hongkongi irodájából.
- Michael Jai White mint Gambol: Egy bandavezér, aki háborúban áll Maronival és ellenzi Joker ajánlatát. David Banner is részt vett a meghallgatáson a szerepért.[41]
- Ritchie Coster mint a Csecsen: A befolyásos bandavezér, aki Jokerrel szövetkezik, de később erre ráfázik.
- Nestor Carbonell mint Anthony Garcia polgármester.
- Monique Curnen mint Anna Ramirez nyomozó: A gothami rendőrség tagja, aki Gordonnal és Batmannel dolgozik együtt. Joker megzsarolja egy szívesség elérése érdekében.
- Cillian Murphy mint a Madárijesztő: Az Arkham Elmegyógyintézet korábbi igazgatója, aki gonosztevőként újra feltűnik a városban.
- William Fichtner mint a Gotham National Bank fiókvezetője: A fiókvezető a maffiának dolgozik, szembekerül Jokerrel a film nyitójelenetében. Fitchtner szerződtetése „egyfajta főhajtás” volt Fichtner hasonló szerepére Michael Mann 1995-ös Szemtől szemben című filmjében.[12] A zenész Dwight Yoakamot is megkeresték a szerepajánlattal, ahogy egy korrupt rendőrével is, de ő inkább Dwight Sings Buck című albumára fókuszált.[42]
- Colin McFarlane mint Gillian B. Loeb rendőrfőnök: A gothami rendőrség vezetője.
- Anthony Michael Hall mint Mike Engel: A GCN-nek (Gotham Cable News) dolgozó riporter, aki aggodalommal tekint Batman tevékenységére, felvetve, hogy ő maga okozza a bűnözés elharapódzását.

Beatrice Rosen egy orosz balett-táncosnőt alakít. Joshua Harto egy ügyvédet játszik, aki Joker célpontjává válik. Chucky Venice Gambol testőreként tűnik fel. Keith Szarabajka alakítja Stephens nyomozót. A Batman-rajongó amerikai szenátor, Patrick Leahy, aki korábban statisztált az 1997-es Batman és Robinban, valamint vendég szinkronszínész volt a Batman: A rajzfilmsorozatban, A sötét lovagban is feltűnik szöveges szerepben, egy Batmannel és Jokerrel közös jelenetben. Melinda McGraw és Nathan Gamble James Gordon feleségeként és fiaként tűnnek fel. Tom Lister, Jr. egy fegyencként játszik fontos szerepet a film egyik kulcsjelenetében.

## Háttér

### Koncepció
A Batman: Kezdődik! bemutatója előtt David S. Goyer forgatókönyvíró leírta két folytatás történetvázlatát, amelyek bevezették Harvey Dentet és Jokert. Az eredeti ötlete az volt, hogy Joker a harmadik filmben, tárgyalása során sebzi meg Dentet, így Kétarccá változtatva őt. Goyer, aki a film forgatókönyvének első vázlatát írta, a DC Comics képregénykiadó 13 részes sorozatát, a Batman: The Long Halloweent (Batman: Hosszú Halloween) jelölte meg a történetben szereplő ötletek fő forrásaként. Habár Nolan kezdetben nem volt benne biztos, hogy megrendezné a folytatást, Jokert szívesen újraértelmezte volna a nagyvásznon. 2006. július 31-én a Warner Bros. Pictures hivatalosan is bejelentette, hogy megindultak az előkészületek a folytatáshoz, amelynek A sötét lovag címet adták. Így ez az első élőszereplős Batman-film, amelynek címe nem tartalmazza a „Batman” szót, aminek kapcsán Bale megjegyezte: „a Chrisszel közös Batman értelmezésünk teljesen más, mint bármelyik az eddigiek közül.”
Részletes anyaggyűjtés után Christopher Nolan öccse és társírója, Jonathan Nolan azt javasolta, hogy Jokerhez az első, 1940-es Batman képregényben található első két megjelenését vegyék alapul. Jerry Robinsonnal, Joker egyik társalkotójával is konzultáltak a figura megjelenítéséről. Nolan úgy döntött, hogy elkerüli, hogy be kelljen mutatnia Joker részletes háttértörténet, ehelyett a hatalomra törésének folyamatával foglalkozik, így segítve elő, hogy félelmetessége és titokzatossága végig fennmaradjon. Kifejti, hogy „az a Joker, akit A sötét lovagban ismerünk meg, már teljesen kifejlődött. […] Számomra Joker egy elemi erő. Számára nem léteznek szürkeárnyalatok – talán esetleg a lila árnyalatai. Egy hihetetlenül sötét szereplő. Csak úgy berobban a képbe, ahogyan azt a képregényekben is tette.” „Sosem akartuk bemutatni Joker eredetének történetét ebben a filmben,” fejti tovább a gondolatát, mivel „A történet íve sokkal inkább Harvey Denté; Joker egy elemi erőként jelenik meg. Egy nagyon izgalmas elem a filmben, és egy fontos elem, de mi Joker felemelkedésével akartunk foglalkozni, nem az eredetével…" Nolan szerint a Batman: A gyilkos tréfa képregénytörténet ihlette a filmbéli Joker azon hitét, miszerint bárkit le tud süllyeszteni a saját szintjére.
Nolan a Michael Mann rendezte 1995-ös, Robert De Niro és Al Pacino főszereplésével készült Szemtől szemben című filmet is megjelölte, mint „egyfajta inspirációt” azon céljához, hogy sikerüljön "egy nagyon nagy, városi történet elmesélni, avagy egy nagyváros történetét”: „Ha Gothamben akarsz ténykedni, akkor egyfajta súlyt és mélységet kell adnod neki. Így foglalkozni kell a politikai figurákkal, a média figurákkal. Ezek részei annak a rendszernek, ami átsző egy igazi várost.”
Nolan számára a film egyik legfontosabb témája az „eszkaláció”, kiteljesítve a Batman: Kezdődik! befejezését, amin belül „…a dolgoknak először rosszra kell fordulniuk, mielőtt minden jobbá válhat.” Miközben világossá tette, hogy van folytatása a Batman: Kezdődik!-ben felvetett kérdéseknek, köztük az igazság vagy bosszú dilemmájának és Bruce Wayne apja emlékéhez való viszonyának, Nolan hangsúlyozta, hogy Wayne ezúttal jobban felvonultatja nyomozói képességeit, a szereplő egy olyan aspektusát, amelynek kidolgozására az előző filmben már nem maradt idő. A Bruce Wayne és Harvey Dent közötti baráti rivalizálást Nolan a film „gerincének” tekinti. Úgy döntött, összesűríti a történetet azzal, hogy Dent már a filmben Kétarccá válik, így egy érzelmi ívet kölcsönözve a filmnek, ami olyasmi, amit az antipatikus Jokertől nem várhatott.

### Látványterv
Lindy Hemming, a film jelmeztervezője szerint Joker megjelenése a személyiségét tükrözi – azaz, hogy „egyáltalán nem törődik magával”; nem akarta hajléktalanként ábrázolni, de „csapzottabbá, koszosabbá” tette, így Joker „mozgás közben valamivel extravagánsabb vagy őrültebb.” Nolan megjegyezte, hogy „Egyfajta Francis Bacon-szerű jelleget adtunk az arcának. Ezt a korruptságot, romlottságot mintázza a kinézete. Szinte érzed, hogy milyen lehet a szaga.” Joker „anarchisztikus” megjelenésének megalkotásakor Hamminget a popkultúra olyan alternatív szereplői inspirálták, mint Pete Doherty, Iggy Pop vagy Johnny Rotten. A film folyamán Joker csak egyszer távolítja el magáról a sminkjét, így a film végére az egyre rendezetlenebb lesz és egy súlyosbodó fertőzésre emlékeztet. Ledger leírása szerint a „bohóc” álarca három felragasztott szilikondarabból állt, ami „egy új technológia”, és applikálása sokkal kevesebb időt – alig egy órát – vett igénybe, mint a hagyományos maszkoké. Ledger úgy érezte mintha az arcán nem is lenne semmilyen smink.
A jelmeztervezők javítottak a Batman: Kezdődik! „denevérjelmezének” felépítésén, amely a rugalmas illesztések hozzáadásának köszönhetően jobban idomul Bale-hez és a felszerelés fejlettebb technológiáját tükrözi. A jelmez kétszáz különálló gumi-, üvegszálas anyag-, fémháló- és nejlondarabból épül fel. Az új csuklyát egy motorkerékpár bukósisakjáról mintázták és elválasztották a nyakrésztől, amely lehetővé tette Bale számára, hogy jobbra-balra fordítsa a fejét és fel-le bólintson – egy változtatás, ami Wayne filmbéli megjegyzése szerint elengedhetetlen ahhoz, hogy „könnyebb legyen tolatni az autóval.” A csuklya része a szemeket takaró két fehér lencse, amely akkor jelenik meg, amikor Batman a szonár-detektorát használja. A karvédők ezúttal visszahúzható pengékkel rendelkeznek, amelyek kilőhetők. A kesztyűk egy hidraulikus megoldással is fel vannak vértezve, amely lehetővé teszi Batman számára, hogy tárgyakat roppantson szét. A film egy részében a régebbi jelmez is feltűnik. Habár az új felszerelés 4 kilogrammal nehezebb, Bale mégis könnyebbnek találta benne a mozgást és kevésbé volt rossz a hőérzete.

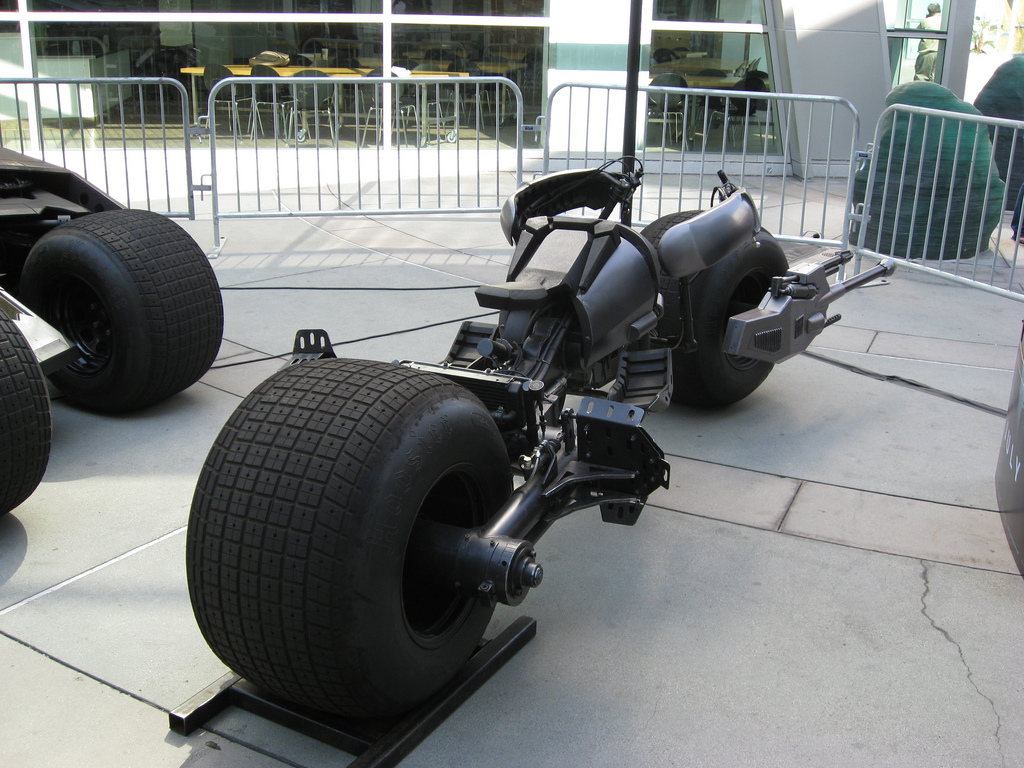
A Batpod Los Angelesben kiállítva

A filmben mutatkozik be a Batpod, ami a Batmotor egy újragondolása. Nathan Crowley, aki korábban a Batman: Kezdődik! új Batmobilját, a Tumblert tervezte meg, hat modellt hozott létre a járműből (melyek megépítését a speciális effektek felelőse, Chris Corbould felügyelte), amikre az ütközési jelenetek és lehetséges balesetek miatt volt szükség. Crowley Nolan garázsában építette meg a prototípust, amit hat hónapig biztonsági teszteknek vetettek alá. A Batpodot a kezek helyett a vállakkal kell kormányozni, a vezető karjait pedig egy kesztyűszerű pajzs védi. A járműnek 508 milliméteres első és hátsó kerekei vannak, kialakítása pedig olyan, mintha ágyúkkal, gépfegyverekkel és csáklyákkal lenne felfegyverezve. A motorok a kerekek tengelyénél helyezkednek el, amik 1067 mm-re találhatok a tank két oldalától. A vezető hason fekszik a tankon, ami felfelé és lefelé is el tud mozdulni, hogy Batman kitérhessen az esetleges golyózápor elől. A kaszkadőr Jean-Pierre Goy helyettesítette Christian Bale-t A sötét lovag motoros felvételei alatt.
Kétarc sminkjével kapcsolatban az őt játszó színész, Aaron Eckhart figyelmeztet: „Mikor ránézel, valószínűleg rosszul leszel tőle. Azt, hogy nekem kellett viselnem, nos, eléggé élveztem. Olyan mintha olyasvalakivel találkoznál, akinek majdnem teljesen letépték az arcát vagy savval égették le. […] Az interneten vannak rajongók, akik lefestették, hogy szerintük hogyan fog kinézni, és mondhatom: kicsiben gondolkodnak; Chris jóval messzebbre megy, mint az emberek gondolnák.” Nolan úgy írja le Kétarc filmbéli megjelenését, mint a legkevésbé felkavaró változatot, azzal magyarázva, hogy „Mikor áttekintettük a kevésbé extrém változatokat, azok túl valódinak tűntek és még elborzasztóbbak voltak. Ha egy olyan filmet nézel, mint A Karib-tenger kalózai – vagy valami hasonlót, abban valamitől egy fantáziaszülte, nagyon kidolgozott vizuális effekt szerintem erőteljesebb és kevésbé visszataszító.”
Gotham City megjelenítése ezúttal kevésbé piszkos, mint a Batman: Kezdődik!-ben. „Megpróbáltam megtisztítani azt a Gothamet, amit az előző filmben teremtettünk,” mondta Crowley. „Gothamet káosz veszi körül. Folyamatosan felrobbanak a dolgok. Így a képeink tiszták lehetnek.”

### Zene
A Batman: Kezdődik! komponistái, Hans Zimmer és James Newton Howard visszatértek a folytatás zenéjének megalkotásához is. Zimmer eredetileg úgy tervezte, hogy Batman főtémája a Batman: Kezdődik! végén jelent volna meg és később teljesedett volna ki a folytatásban. Zimmer és Howard ugyanakkor rájöttek, hogy egy a néző által is dúdolható, hősies főtéma figyelmen kívül hagyná a szereplő sötétségét és összetettségét. Az, hogy a hősies dallam mindössze kétszer hallható a film első felében, Zimmer szerint egyfajta „félrevezetés”, egy zenei előrevetítés.
A komponálás még a film forgatása előtt megkezdődött. A munkálatok során Nolan kapott egy iPodot, aminek tízórányi zenei tartalmát, Zimmer szerint, tökéletesen memorizálta. A Joker számára megalkotott kilencperces zenetétel két hangjegyen alapszik. Zimmer ezt a stílust a Kraftwerkéhez hasonlította, akik hazájából, Németországból származnak, és a The Damnedhez hasonló együttesekkel végzett munkájához. Ledger halála után Zimmer úgy érezte, Jokernek esetleg új témát kellene komponálnia, de úgy döntött, nem lehet érzelgős és nem bolygathatja meg a „[szerep] gonosz kisugárzását.” Howard komponálta Dent, Zimmer véleménye szerint „elegáns és gyönyörű” témáit, amelyek hangszerelése rézfúvós-centrikus.

## Díjak és jelölések
- 2009 – Oscar-díj – legjobb férfi mellékszereplő (Heath Ledger)
- 2009 – Oscar-díj – legjobb hangvágás (Richard King)
- 2009 – Oscar-díj jelölés – legjobb vizuális effekt (Nick Davis, Chris Corbould, Tim Webber and Paul Franklin)
- 2009 – Oscar-díj jelölés – legjobb maszk (John Caglione, Jr. és Conor O'Sullivan)
- 2009 – Oscar-díj jelölés – legjobb látványtervezés (Nathan Crowley, Peter Lando)
- 2009 – Oscar-díj jelölés – legjobb hangkeverés (Lora Hirschberg, Gary Rizzo és Ed Novick)
- 2009 – Oscar-díj jelölés – legjobb vágás (Lee Smith)
- 2009 – Oscar-díj jelölés – legjobb operatőr (Wally Pfister)
- 2009 – Golden Globe-díj – legjobb férfi mellékszereplő
- 2009 – BAFTA-díj – legjobb férfi mellékszereplő
- 2009 – BAFTA-díj jelölés – legjobb operatőr
- 2009 – BAFTA-díj jelölés – legjobb jelmeztervezés (Lindy Hemming)
- 2009 – BAFTA-díj jelölés – legjobb látványtervezés
- 2009 – BAFTA-díj jelölés – legjobb vizuális effektusok
- 2009 – BAFTA-díj jelölés – legjobb vágás
- 2009 – BAFTA-díj jelölés – legjobb filmzene
- 2009 – BAFTA-díj jelölés – legjobb smink és maszk
- 2009 – BAFTA-díj jelölés – legjobb hang